# Затон (Шибеник)
Затон (хорв. Zaton) — населений пункт у Хорватії, у Шибеницько-Книнській жупанії у складі міста Шибеник.

## Населення
Населення за даними перепису 2011 року становило 978 осіб.
Динаміка чисельності населення поселення:

## Клімат
Середня річна температура становить 15,43 °C, середня максимальна – 28,10 °C, а середня мінімальна – 3,13 °C. Середня річна кількість опадів – 723 мм.
| Клімат поселення                              | Клімат поселення | Клімат поселення | Клімат поселення | Клімат поселення | Клімат поселення | Клімат поселення | Клімат поселення | Клімат поселення | Клімат поселення | Клімат поселення | Клімат поселення | Клімат поселення | Клімат поселення |
| Показник                                      | Січ.             | Лют.             | Бер.             | Квіт.            | Трав.            | Черв.            | Лип.             | Серп.            | Вер.             | Жовт.            | Лист.            | Груд.            |                  |
| Середній максимум, °C                         | 11,53            | 12,05            | 14,23            | 17,31            | 22,20            | 26,04            | 28,10            | 27,72            | 23,98            | 20,12            | 14,90            | 11,72            |                  |
| Середня температура, °C                       | 7,33             | 7,86             | 10,02            | 13,10            | 18,02            | 21,84            | 24,84            | 24,46            | 20,72            | 16,85            | 11,64            | 8,46             |                  |
| Середній мінімум, °C                          | 3,13             | 3,66             | 5,83             | 8,92             | 13,80            | 17,65            | 21,58            | 21,21            | 17,47            | 13,61            | 8,40             | 5,21             |                  |
| Норма опадів, мм                              | 66               | 57               | 62               | 64               | 50               | 48               | 25               | 41               | 72               | 77               | 87               | 74               |                  |
| Середньомісячна швидкість вітру, м/с          | 2.94             | 3.07             | 3.23             | 3.07             | 2.68             | 2.45             | 2.49             | 2.35             | 2.61             | 2.72             | 3.30             | 3.21             |                  |
| Середньомісячна сонячна радіація, кДж/м²·день | 5318             | 8039             | 11810            | 16616            | 20705            | 23311            | 24818            | 21641            | 16138            | 10394            | 5803             | 4529             |                  |
| --------------------------------------------- | ---------------- | ---------------- | ---------------- | ---------------- | ---------------- | ---------------- | ---------------- | ---------------- | ---------------- | ---------------- | ---------------- | ---------------- | ---------------- |
| Джерело:                                      |                  |                  |                  |                  |                  |                  |                  |                  |                  |                  |                  |                  |                  |